# Erlöserkirche (Leyh)

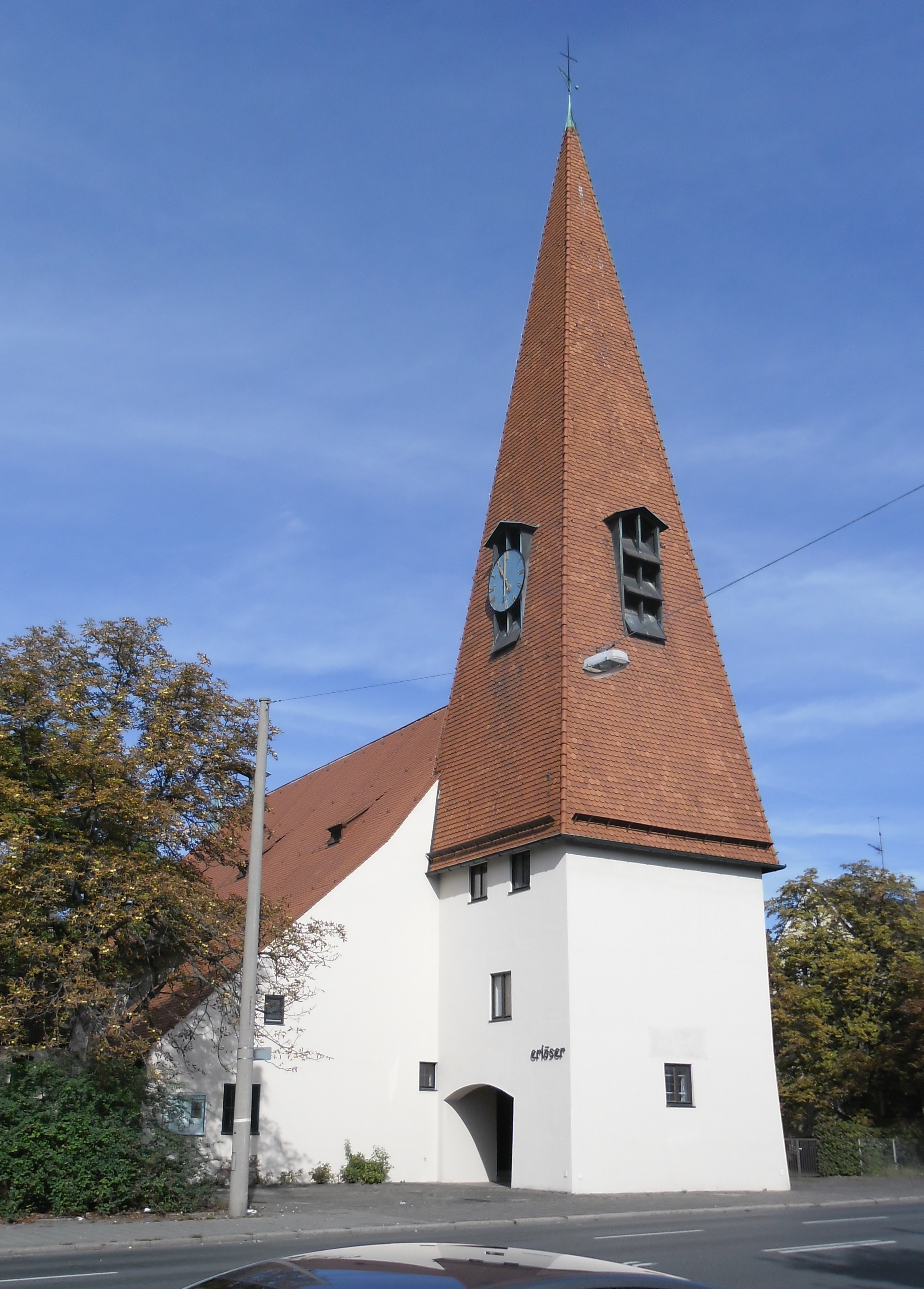
Erlöserkirche (Leyh)

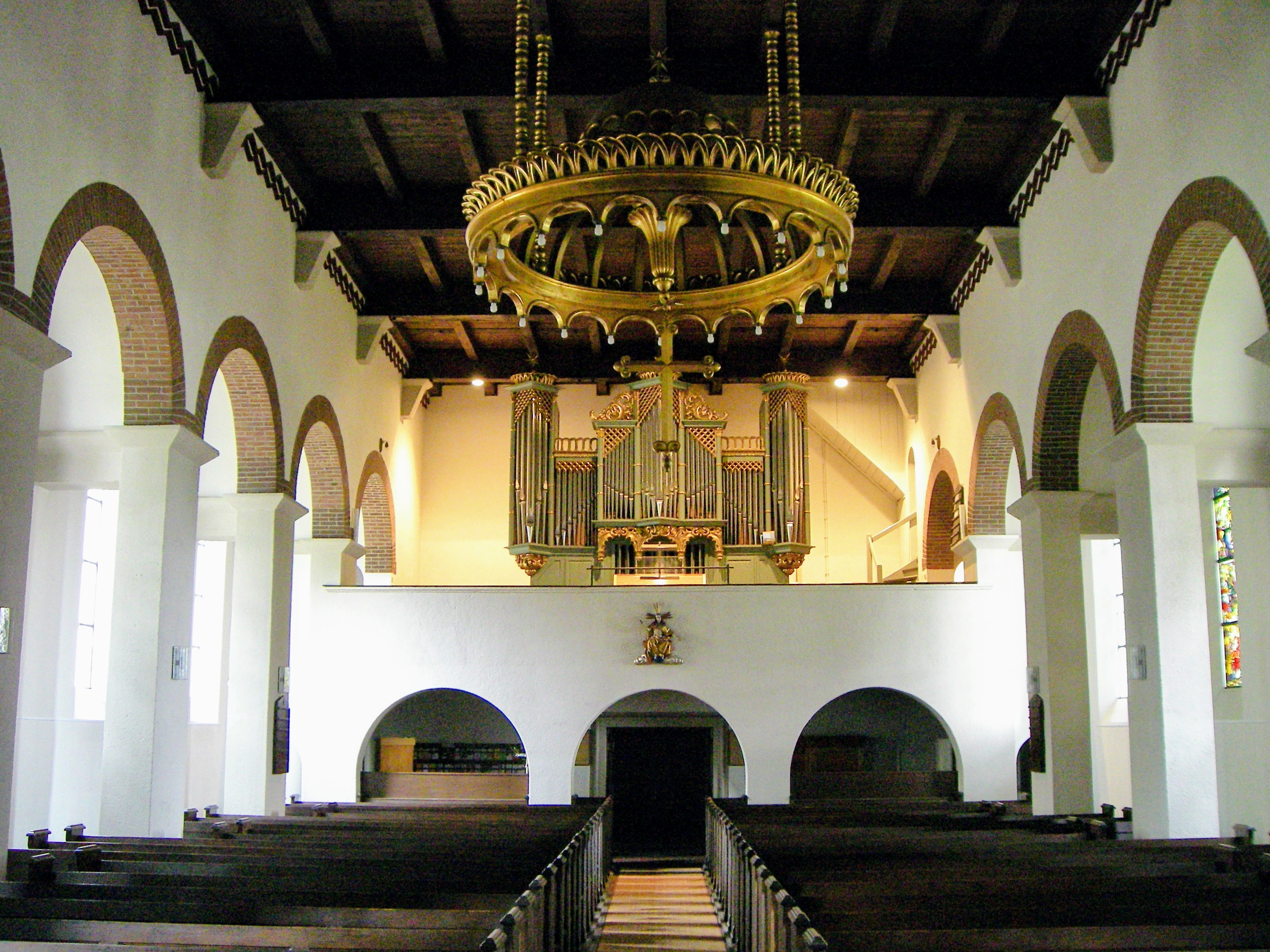
Innenraum, Blick zur Orgel

Die denkmalgeschützte, evangelische Erlöserkirche steht in Leyh, einem Stadtteil der kreisfreien Großstadt Nürnberg (Mittelfranken, Bayern). Die Pfarrkirche ist unter der Denkmalnummer D-5-64-000-947 als Baudenkmal in der Bayerischen Denkmalliste eingetragen. Die Kirche gehört zum Prodekanat West des Dekanats Nürnberg im Kirchenkreis Nürnberg der Evangelisch-Lutherischen Kirche in Bayern.

## Beschreibung
Am 25. September 1927 wurde nach Plänen des Nürnberger Architekten Christian Ruck der Grundstein zur giebelständigen Saalkirche gelegt, am 2. September 1928 war die Einweihung. Aus dem abgewalmten Satteldach des Langhauses erhebt sich im Westen ein Dachreiter mit einer kleinen Kirchenglocke. In den Jahren 1950 und 1951 erfolgte der Anbau des Gemeindehauses rechtwinklig an die Kirche. Der von Gustav Gsaenger entworfene Kirchturms, gebaut 1959/60, im Osten des Langhauses, der den Gehweg überbaut, beherbergt in seinem spitzen Pyramidendach die Turmuhr und den Glockenstuhl mit vier Kirchenglocken. Die Sakristei wurde 1961 erweitert. Im gleichen Jahr entstand ein Anbau unter dem Schleppdach des Langhauses, die sogenannte Brauthalle. Die 1984 von Manfred Thonius gebaute Orgel hat 24 Register, 3 Manuale und ein Pedal.